# ایوان کامبار
ایوان کامبار (به انگلیسی: Iván Cambar) زاده ۲۹ دسامبر ۱۹۸۳ است. او وزنه‌بردار کشور کوبا است.